# Guheswaria alata
Guheswaria alata är en insektsart som beskrevs av Irena Dworakowska 1994. Guheswaria alata ingår i släktet Guheswaria och familjen dvärgstritar. Inga underarter finns listade i Catalogue of Life.